# ラクサ
ラクサ (Laksa) は、ガランガルやターメリックなどの香辛料が効いた東南アジアの麺料理。

## 概要
中華系の子孫を意味するババ・ニョニャの料理（ババ・ニョニャ料理またはニョニャ料理）を代表する食べ物である。マレーシアやシンガポールにおいて一般的に見られる。
ラクサは地域によって違いが非常に大きい。共通点は、出汁が普通は肉ではなく魚やエビからとられることである。このようにラクサは、ニョニャ料理から発達した麺料理であるが、ムスリムに禁じられている豚肉が使われていない。そのため、ラクサはムスリムでも食して差し支えない料理とされ、ムスリムの多いマレーシア全土で食される料理となった。

## 起源
ラクサはマレーシア、インドネシア、シンガポールといった東南アジア諸国において日常的に食される最もポピュラーな料理のひとつであり、原材料や調理法も様々なものが存在する。しかし、地域によって様々な種類が存在するため起源を特定するのは困難である。それにもかかわらず、マラッカ海峡に面したペナン、メダン、ムラカ、シンガポール、パレンバン、バタヴィア（現：ジャカルタ）といったスパイス・ルートの寄港地に沿っていくつものラクサのレシピが発達した。これらの港同士の活発な交易のおかげでレシピなどのアイデアの共有が可能となった。
ラクサの起源については諸説ある。ラクサという言葉の起源について、一部の語源学者は古代のペルシャ語で「麺」を指す言葉に由来すると考える。また、異なる起源の説としては、15世紀の明代中国における鄭和の大航海の艦隊が東南アジアを訪れた頃に遡ることができる。鄭和の大航海のはるか以前にも海域東南アジアと呼ばれるシンガポール・インドネシア・ブルネイといった地域に中華系の移民は存在していた。しかし、大航海ののちに中華系の移民や商人が大幅に増加した。彼らはその後現地の女性と結婚した結果としてプラナカン、すなわち海峡華人と呼ばれるコミュニティが生成された。マレーシアではラクサがマラッカのプラナカンによってもたらされたと考えられている。
シンガポールのカトン・ラクサも同様に、現地のマレー系シンガポール人とプラナカンとの交流によってもたらされたと考えられている。
インドネシアでは、もともとの現地の文化や調理法と、華人のそれが混ざり合うことによって作られたと考えられている。加えて、歴史家らは実際の人種間結婚の結果として生まれた料理であると考えている。初期の東南アジアの海沿いのチャイナタウンでは、中国を離れ交易をするのは中華系の男性だけであった。中華系の商人や船乗りは東南アジアに移住する過程で現地の女性と結婚し、彼女らは現地のスパイスやココナッツミルクを中国の麺料理と組み合わせ、夫に出した。その結果、中国とマレーもしくはジャワの文化が混ざりあって生まれたのがプラナカン文化である。プラナカンのコミュニティの中で彼らの先祖の文化と現地の文化を混合させた結果として、様々な地域の現地の味に応じた多様性を作り出している。

## 原材料

### 麺

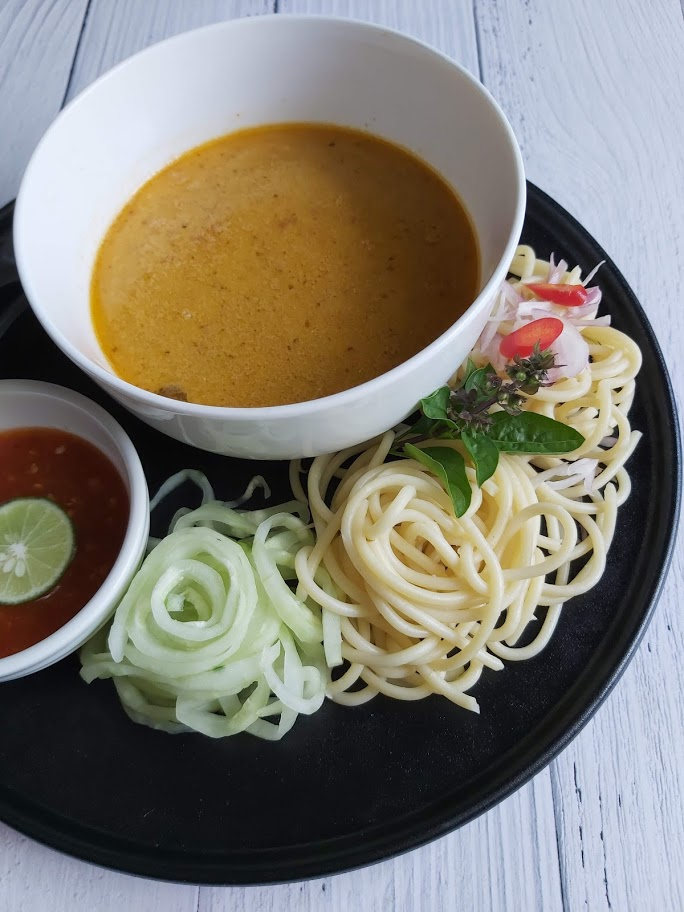
スパゲッティを使うことで知られるラクサ・ジョホール

麺には「ラクサ・ヌードル」と呼ばれる太い米麺がよく使われるが、細い米麺（ビーフン）もよく用いられる。そのほかにも、一から作られる手打ちの生の米麺や、ラクサ・ジョホールのように小麦粉のスパゲッティが用いられるといった例もある。

### スープ

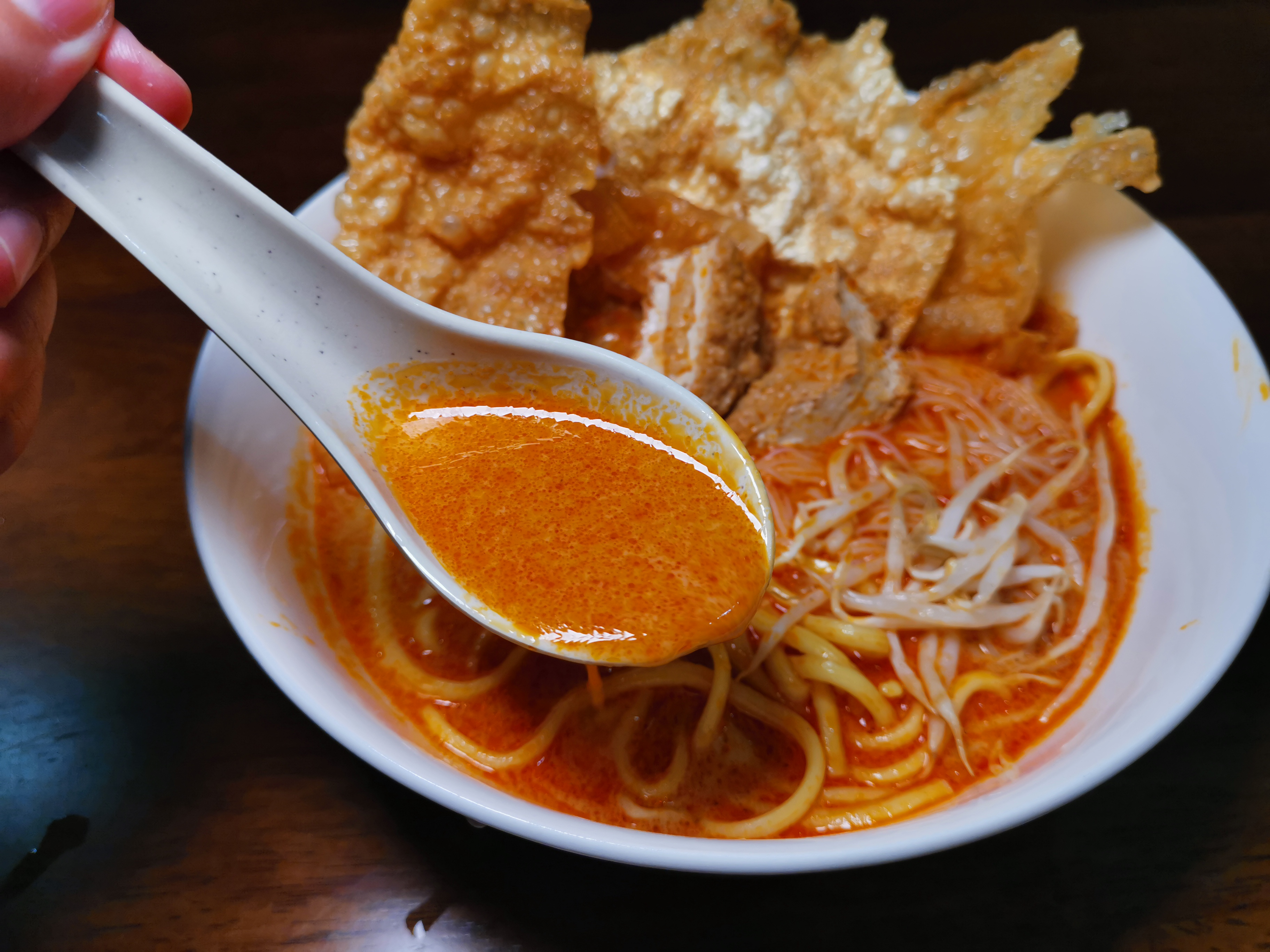
ココナッツミルクは「ルマ」と呼ばれるココナッツの芳醇さをもたらしている。

マレーシアとシンガポールにおいては、風味が濃厚かつスパイシーなココナッツのソースを用いるラクサについてはラクサ・ルマ（Laksa Lemak）またはラクサ・ニョニャ（Laksa Nyonya）と呼称される。「ルマ」とはマレー語の料理用語で料理に濃厚さをもたらすココナッツミルクが入っていることを指し、ニョニャとはプラナカンの既婚女性を指す言葉であり、この料理のルーツとプラナカンの女性が果たした役割を示している。また、「ラクサ」とはカレー・ミーと呼ばれる、地域で幅広く食べられているココナッツスープを用いた麺料理を指す名前でもあり、カレー・ラクサと呼ばれることもある。ココナッツスープラクサに用いられる主なトッピングとしては、卵、厚揚げ、もやし、香草などがあり、サンバルと呼ばれるチリ・ペーストが薬味として添えられる。
マレー語の「アサム（Asam）」という言葉は料理に酸味をもたらす食材を指す（例：タマリンド（馬来語：Asam Jawa）またはタマリンドスライス（グルゴノキ、馬来語：Asam Gelugor、Garcinia atroviridis）、名前は類似するものの違う木から収穫される）。タマリンドベースのラクサに用いられる具材としては、細かく刻んだサバなどの魚の身や、スライスされたきゅうり、玉ねぎ、赤唐辛子、パイナップル、ミント、ラクサ・リーフ（ベトナム・コリアンダー）やトーチジンジャーの花が使われる。タマリンドベースのこのスープはピリっとした酸味を持つスープに仕上がる。このようなラクサは太い米麺（ラクサ・ヌードル）または細い米麺（ビーフン）とともに提供され、オタ・ウダン（Otak Udang）またはへーコー（Hae ko、蝦膏）と呼ばれるシュリンプペーストが添えられることもある。
インドネシアで食されるやや異なるレシピではココナッツミルクベースのスープが用いられる。主にターメリック、コリアンダー、ククイ、レモングラス、にんにく、エシャロット、胡椒などのスパイスがココナッツミルクとともに煮込まれる。また、マレーシアやシンガポールでは一般的なラクサ・リーフの代わりとしてレモンバジルが用いられる。麺にはラクサ・ヌードルは用いられず、ビーフンが使われることが多い。その他にも、クトゥパやロントンと呼ばれる、椰子やバナナの葉で包んだ餅の薄切りが添えられる例もある。

## 地域ごとの派生レシピ

### マレーシア

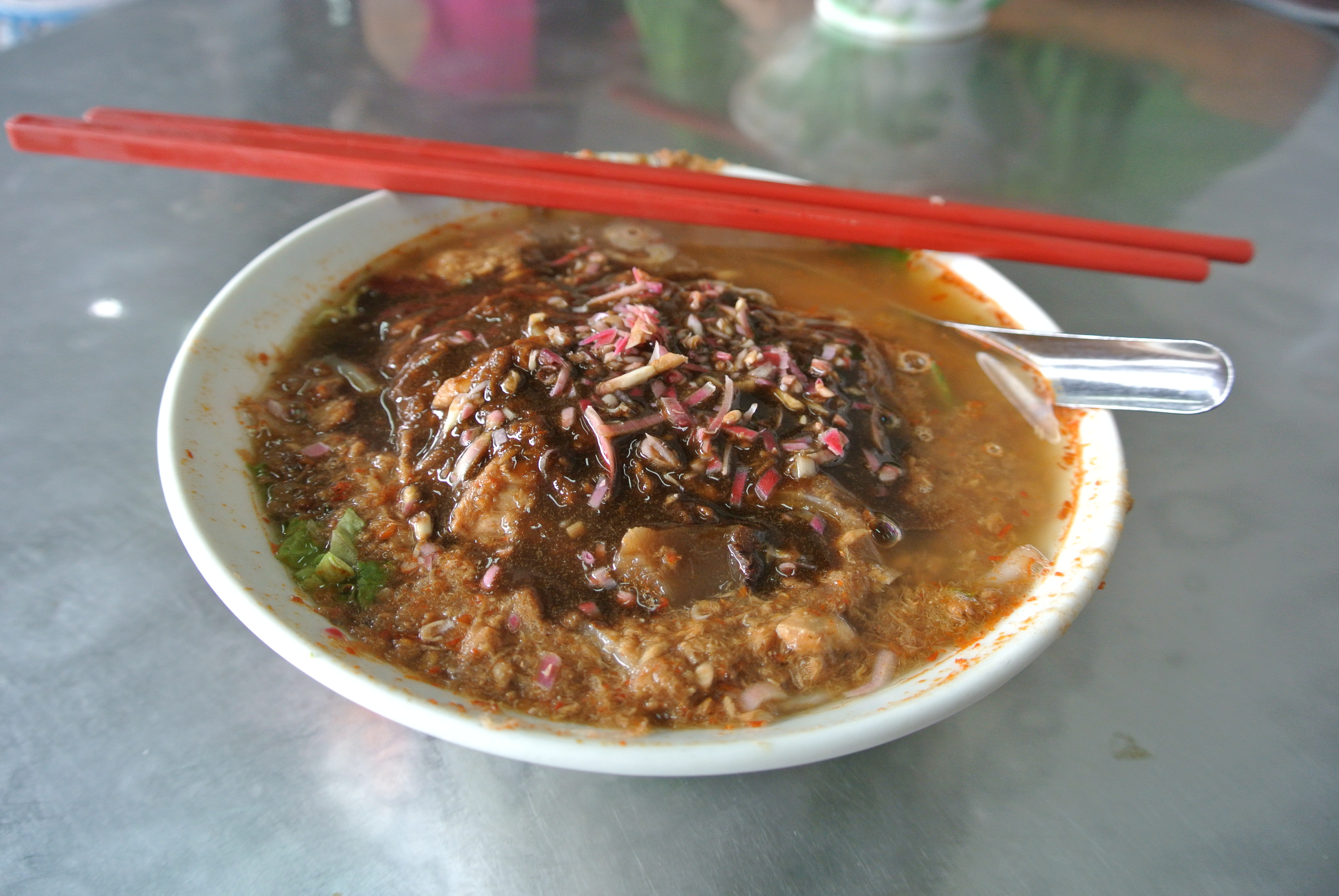
ジョージタウン郊外のアイル・イタム（Air Itam）地区のペナン・ラクサの例

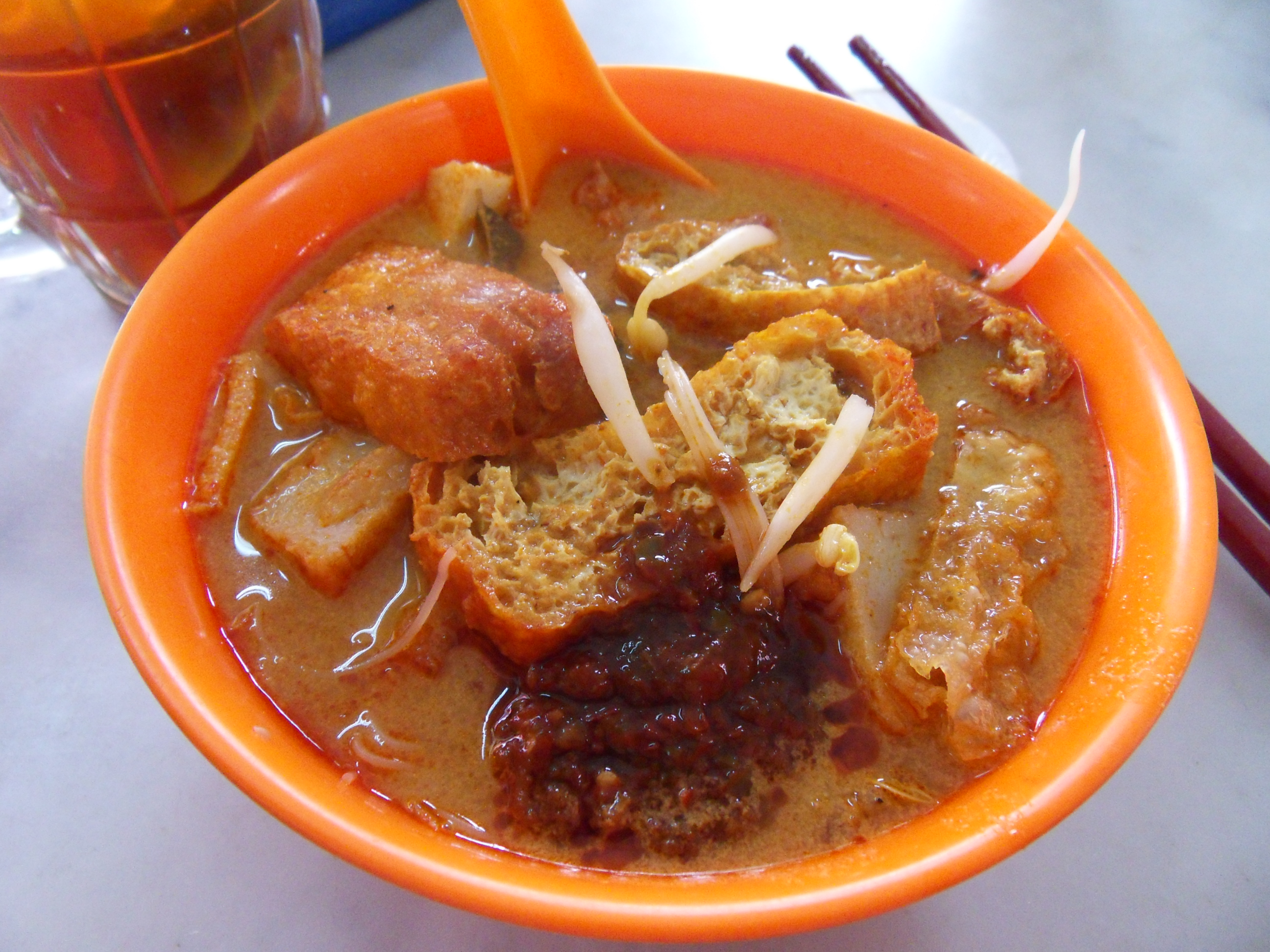
クアラルンプールのカレー・ラクサ

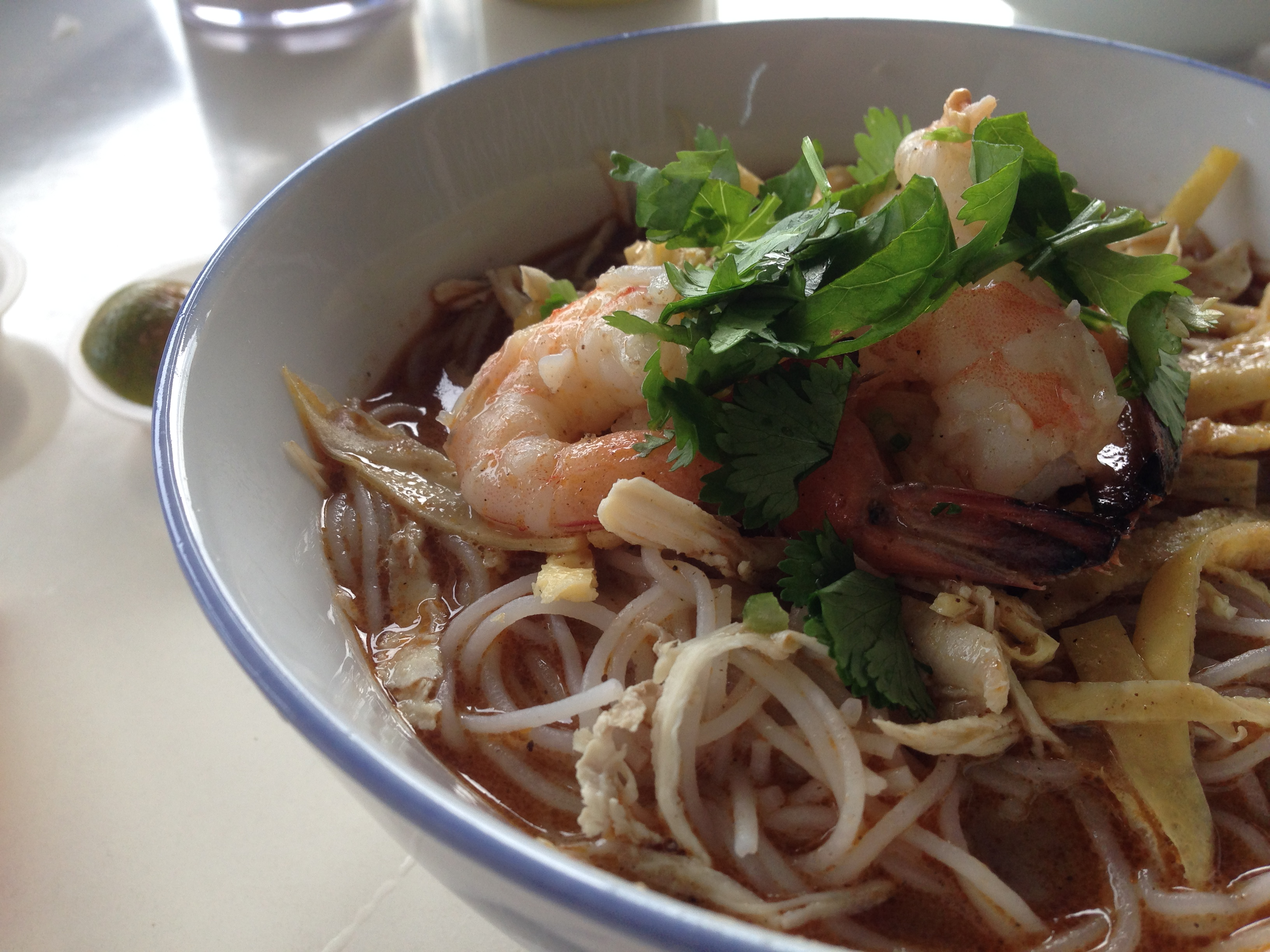
クチン（ボルネオ島）名物のラクサ・サラワク

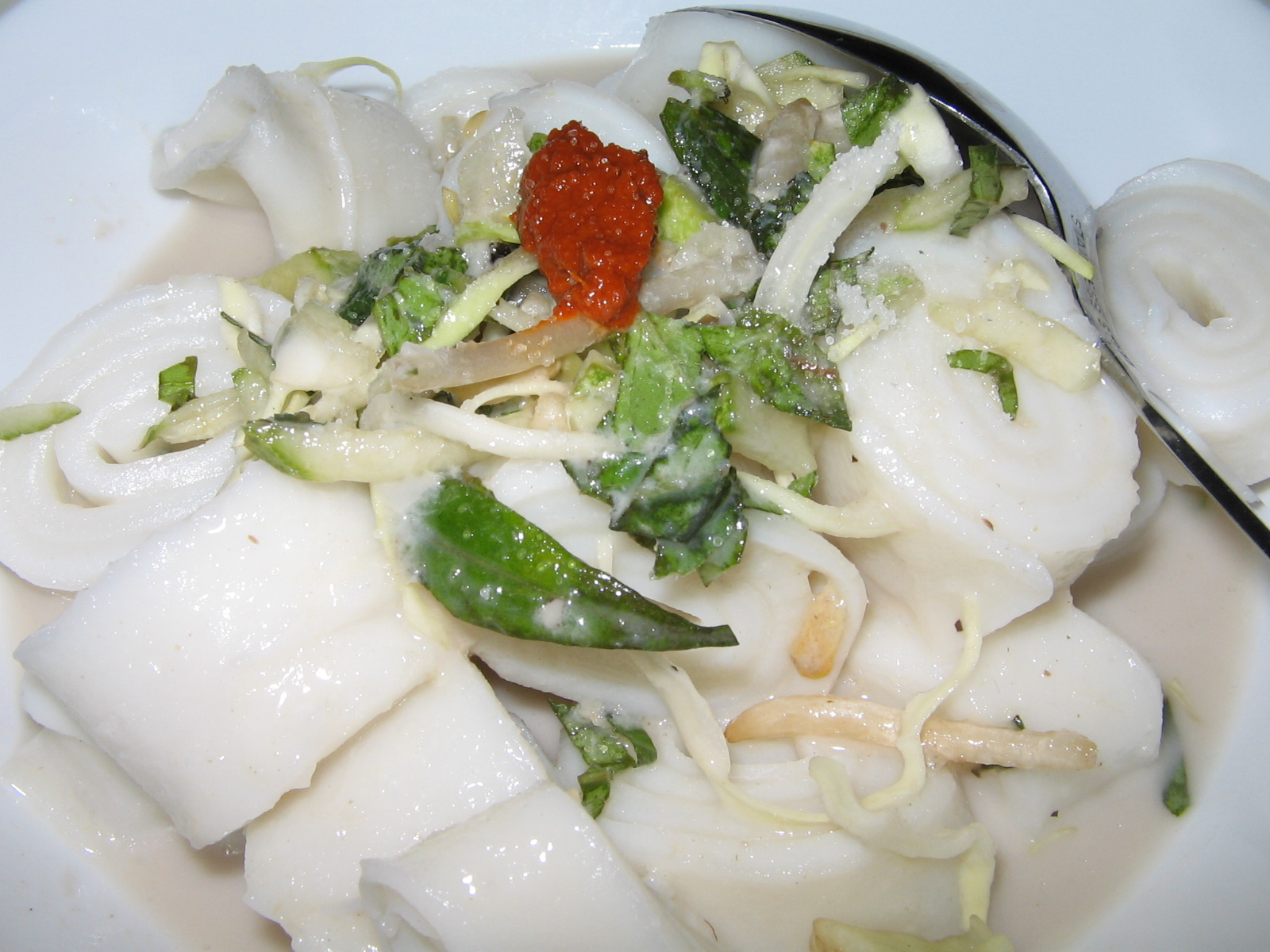
ラクサムと呼ばれる、ラクサから派生した料理の一つ。マレーシア北東部やタイ南部で食されている。

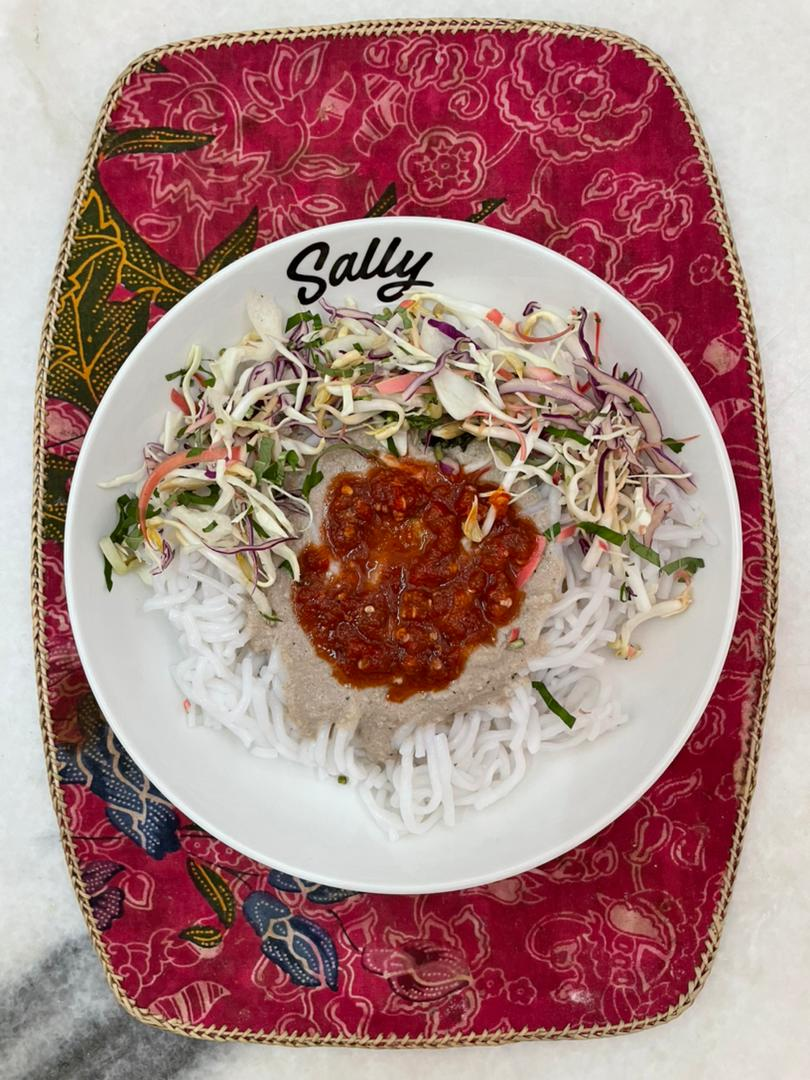
クランタン州の名物料理であるラクサ・クランタン

- ペナン・ラクサ (Laksa Pulau Pinang) …麺は米粉を使った押し出し麺で、料理名と同じラクサと呼ばれる[1][2]。ペナンでは、この麺を使用した麺料理をラクサという[1][2]。また、この料理の特徴となる酸味と辛味はタマリンドジュースとトウガラシによるため、材料として必須のものとなっている[3][15]。
- ラクサ・クダ（Laksa Kedah）…ペナン・ラクサに類似する。サバの代わりにウナギが使われるほか、ペナン・ラクサによく使われるタマリンドではなくグルゴノキが使われるという点が異なり、クダ州がマレーシアの主要な米の産地であることもあり麺は米粉から作られる。トッピングとしてスライスしたゆで卵がよく添えられる[16]。
- ラクサ・イカン・セコ（Laksa Ikan Seekor）…基本的にはラクサ・クダと大きく変わらないが、魚の切り身ではなく魚の身がまるごと提供されるという点で異なる[17]。
- ラクサ・トゥルク・ケチャイ（Laksa Teluk Kechai）基本的にはラクサ・クダと大きく変わらないが、一さじのココナッツ・サンバルが添えられる[18]。
- ラクサ・プルリス（Laksa Perlis）…ラクサ・クダと基本的なレシピを共有し類似しているが、サバなどの青魚、トーチジンジャー、ラクサ・リーフといった原材料が全て混ぜ合わされた結果、使用されるソースが非常に濃厚となっている。そのうえ、使用される魚の量も他の地域のラクサと比較すると多めである。スープは淡い色をしており、ラクサ・クダのような赤みはない[19]。
- ラクサ・クアラ・カンサル（Laksa Kuala Kangsar）またはラクサ・ペラ（Laksa Perak）…小麦粉の手打ち麺と、あっさりしたスープが特徴的である。ペナン・ラクサやラクサ・クダに比べてスープがあっさりしており、ラクサ・イポーと比較して盛り付け、味、香りが大きく異る[20]。
- ラクサ・サラン・ブルン（Laksa Sarang Burung）…ラクサ・クアラ・カンサルと基本的なレシピは変わらないが、「鳥の巣」状に調理された卵焼きがラクサの上にトッピングされるのが特徴である[21]。
- ラクサ・ミー・パンコール（Laksa Mi Pangkor）…ペラ州のパンコール島と周辺のマレー半島本土の名物である。白い麺と、乾燥したタマリンド・アップルと塩で調理された魚、カニ、イカまたはエビの澄んだスープが特徴的であり、サンバルや炒めたインゲン、人参などの野菜がトッピングされることもある[22][23][24]。
- カレー・ラクサ（Curry Laksa）…クアラルンプールやセランゴールといったクランバレー地域で食されているレシピであり、特徴的な具材としては厚揚げ、貝類、インゲン、ミントが挙げられ、かん水が加えられた黄色い中華麺（ミーと呼ばれる）またはビーフンが使われる[13][25]。
- ラクサム（Laksam）…北東部のクランタン州およびトレンガヌ州の名物であり、タイ語でラセー（Lasae、ละแซ）とも呼ばれる。幅広で厚みのある米麺と、ココナッツミルクと魚の濃厚なソースが特徴的である。だしには通常は魚の身が使われるが、ウナギが使われることもある。かかっているソースが濃いため、カトラリーを使わず、伝統的に手を使って食べられることがある[26]。
- ラクサ・シャム（Laksa Siam）…ペナン・ラクサとほぼ同様の原材料を用いるが、ココナッツミルクや様々な種類のハーブが加えられていることによってクリーミーかつ刺激が抑えられた味わいとなっている。ほかのカレー・ラクサ同様、香りを出すためにスパイスペーストが予め炒められており、これはペナン・ラクサを作る際には存在しない工程である[27][28]。
- ラクサ・ジョホール（Laksa Johor）…南部のジョホール州で食されているラクサの種類の一つであり、ペナンラクサに類似しているが異なるレシピである。麺にスパゲッティを用いることや、スープが焼いたイカン・パラン（Ikan Parang、ニシンの種類の一つ）、濃縮されたココナッツミルク、タマネギ、スパイスなどから作られることが特徴的である。祝祭や特別なときに食べられることが多い[12][13]。
- ラクサ・クランタン（Laksa Kelantan）…北東部のクランタン州で食べられている派生したレシピである。ラクサムにやや類似しているが、幅広で厚みのある麺ではなくペナン・ラクサ同様のラクサ・ヌードルを用いる。ウラムと呼ばれるサラダ、シュリンプペースト、ひとつまみの塩とともに提供され、パームシュガーが入っていることから若干の甘みがある[29]。
- ラクサ・トレンガヌ・クア・プティ (Laksa Terengganu Kuah Putih) …トレンガヌ州のラクサで、ココナッツミルクのスープに茹でたサバを加える[30]。
- ラクサ・トレンガヌ・クア・メラ（Laksa Terengganu Kuah Merah）…ジョホールラクサに類似しているが、麺にはラクサヌードルが用いられ、ラクサ・トレンガヌ・クア・プティのようにウラムが添えられる[31]。
- ラクサ・パハン（Laksa Pahang）…マレー半島東岸のパハン州で食べられているラクサである。ラクサ・トレンガヌ・クア・メラに類似するが、塩漬けの魚、複雑な調合のスパイスの代わりにコリアンダー、フェンネル、クミンを使う点が異なる[31]。
- ラクサ・プラウ・クア・ルマ（Laksa Pulau Kuah Lemak）…ジョホール州東部周辺の本土及び島嶼部の名物である。スープはラクサ・クア・プティに類似するものの、魚が生ではなく燻製にされていることが大きな特徴である[32]。
- ラクサ・プラウ・クア・カリ（Laksa Pulau Kuah Kari）…ジョホール州東部周辺の本土及び島嶼部の名物である。スープはラクサ・トレンガヌ・クア・メラに類似するものの、生魚ではなく魚が燻製にされていることが大きな特徴である[32]。

### インドネシア

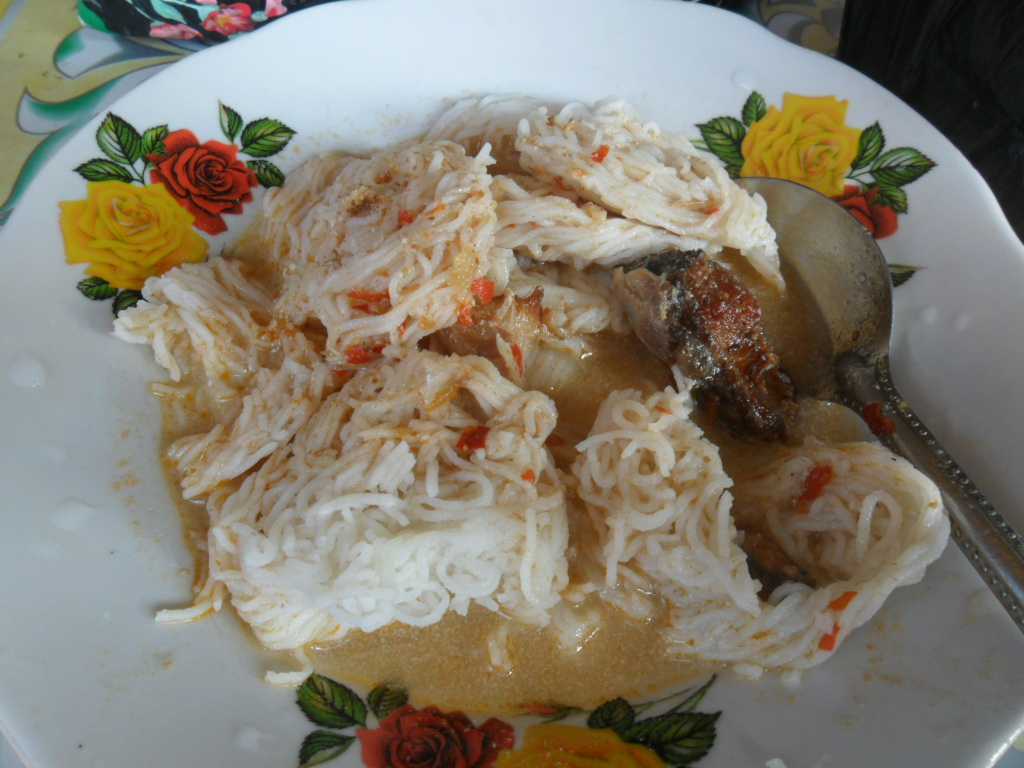
バンジャルマシンの名物であるラクサ・バンジャル

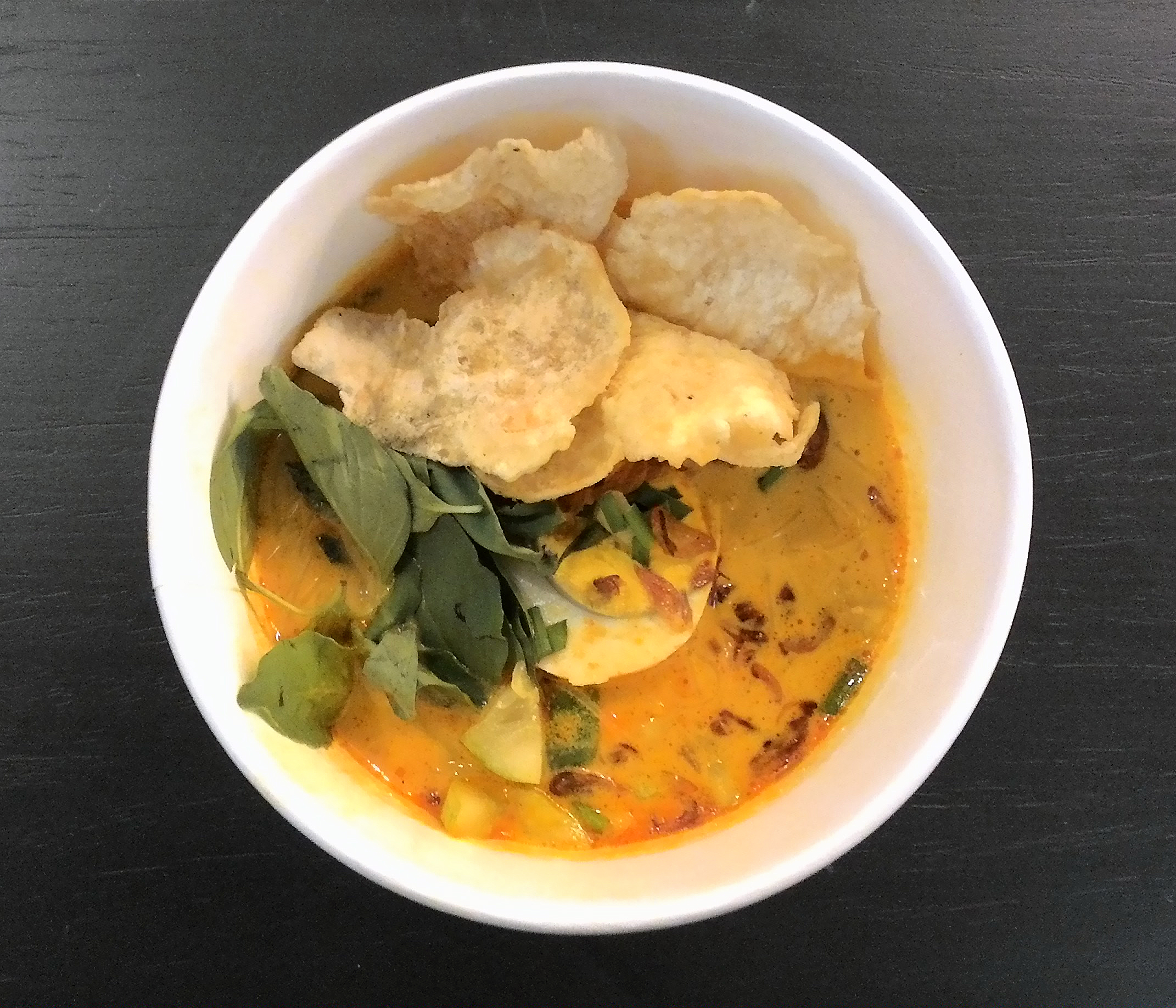
ウンピンと呼ばれるクラッカーが添えられたラクサ・べタウィ

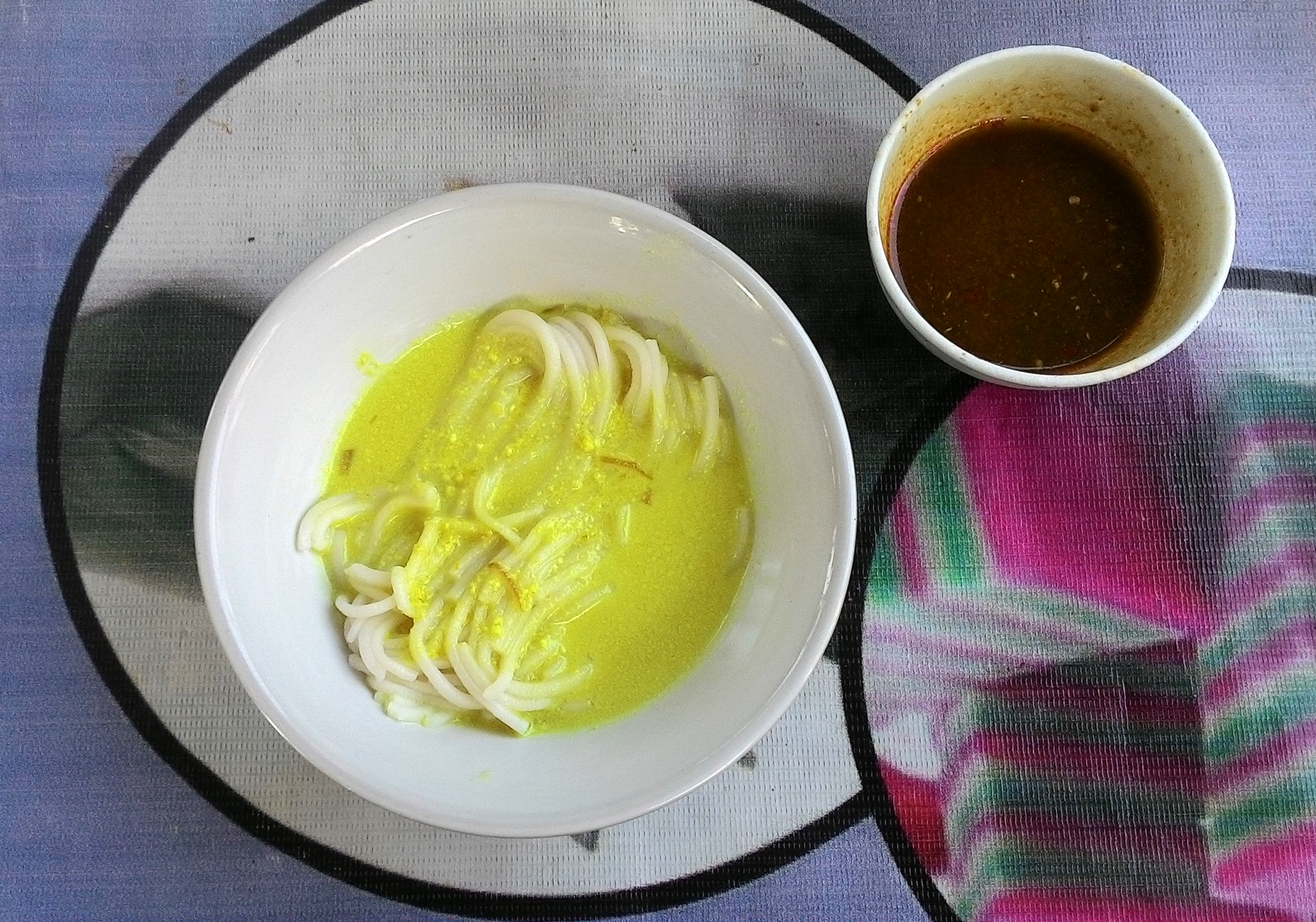
パレンバンのラクソ

- ラクサ・バンジャル（Laksa Banjar）…南カリマンタン州のバンジャルマシンを中心に食されるレシピであり、ライギョが具材に使われる。ラクサ・ヌードルまたはビーフンの代わりとして、ラクソ・パレンバンに類似した、米粉のペーストから作られる団子のように固められた麺を用いるのが特徴であり、ココナッツミルク、細かく挽いたスパイス、ライギョでとった出汁から作られたとろみのある黄色いスープとともに提供される。揚げたエシャロットや固茹でのアヒルの卵が添えられることもある[33]。
- ラクサ・ボゴール（Laksa Bogor）…西ジャワ州のボゴール発祥のインドネシアで最も有名なラクサの種類である。黄色く濃厚なスープはココナッツミルクをベースに、エシャロット、にんにく、ククイナッツ、ターメリック、コリアンダー、レモングラス、塩から作られる。オンチョム（テンペに似た、おからと様々な菌を混ぜ合わせて作られるオレンジ色の発酵食品）の香りが特徴的であり、クトゥパやサンバル・チュカ（細かく刻んだ唐辛子の酢漬け）が添えられる[34][35]。
- ラクサ・ベタウィ（Laksa Betawi）…ジャカルタ[36]で主に食される種類であり、ラクサ・ボゴールに類似しているが、バジルリーフ、チャイブ、春雨、プルクデルと呼ばれる野菜のフリッターが加えられる。スープには干しエビが加えられ、独特の風味をもたらしている[37]。
- ラクサ・チビノン（Laksa Cibinong）…ボゴールとジャカルタの間に位置するチビノン発祥のラクサであり、ラクサ・ボゴールに類似するがオンチョムが入っていないのが大きな違いである。スープはココナッツミルクと様々なスパイスが使われ、もやし、ビーフン、ゆで卵、細切りの茹でた鶏肉、揚げたエシャロットとレモンバジルリーフが主な具材である[38]。
- ラクセ・クア（Lakse Kuah）…ナトゥナ諸島で食されているレシピであり、ラクサ・トレンガヌ・クア・メラに似ている。サゴヤシのでん粉から作られた麺、スマの身が主な具材であり、様々なスパイスが使われた、スパイシーなココナッツミルクのソースと共に、サンバル・テラシと呼ばれるシュリンプペーストが加えられたサンバル、サラムリーフが添えられる[39]。
- ラクサ・メダン（Laksa Medan）…北スマトラ州のメダンで食されているラクサだが、マレーシアのペナン・ラクサに類似している[40]。
- ラクサ・タンベラン（Laksa Tambelan）…リアウ諸島州のタンベラン諸島に存在するレシピ。焼いたスマのほぐし身、サゴヤシのでん粉から作られた麺を主な具材に、ケリシ（細かくされ、炒められたココナッツをペースト状に挽いたもの）から作られたスパイシーなスープと共に提供される[41]。
- ラクサ・タンゲラン（Laksa Tangerang）…ジャカルタ近郊のタンゲラン州で食べられているレシピである。鶏肉の出汁、緑豆、ジャガイモ、チャイブを主な原材料に[42]、米粉から作られた手打ち麺とラクサ・ボゴールに類似した黄色いソースがかけられる。加えて、細かいココナッツやサヤインゲンが甘みをもたらすために追加されることもある[43]。ラクサ・タンゲランに使われるココナッツミルクスープは濃厚すぎず、水っぽすぎず、バランスがとれていると良いとされる[11]。

- ラクサン・パレンバン (Laksan Palembang) …スマトラ島南部のパレンバンの名物である。薄切りの練り物（魚のすり身）とともに、ココナッツミルクとエビベースのスープがかかった料理であり、揚げたエシャロットが添えられる[44]。
- チェリンプガン・パレンバン（Celimpugan Palembang）…こちらもパレンバンの名物である。丸められた魚のすり身に、ラクサンに似たソースがかかった料理である[45]。
- ブルゴ・パレンバン (Burgo Palembang) …こちらもパレンバンの名物である。ブルゴとは中身である米粉とサゴヤシのでん粉から作られた薄いオムレツ状のものを示す。スープは白色を呈し、ココナッツミルクと複数のスパイスから作られる。魚醤、ゆで卵、フライドオニオンがよく添えられる。[46]
- ラクソ・パレンバン (Lakso Palembang) …こちらもパレンバンで食べられているレシピであり、サゴヤシのでん粉から作られた麺と、ブルゴに類似したスープからなる料理である[47]。ラクサンとは異なり、ラクソはサゴヤシのでん粉を蒸した麺が使われるが、ブルゴのようなココナッツミルクのスープにターメリックが加えられ、揚げたエシャロットがかけられる。

### シンガポール

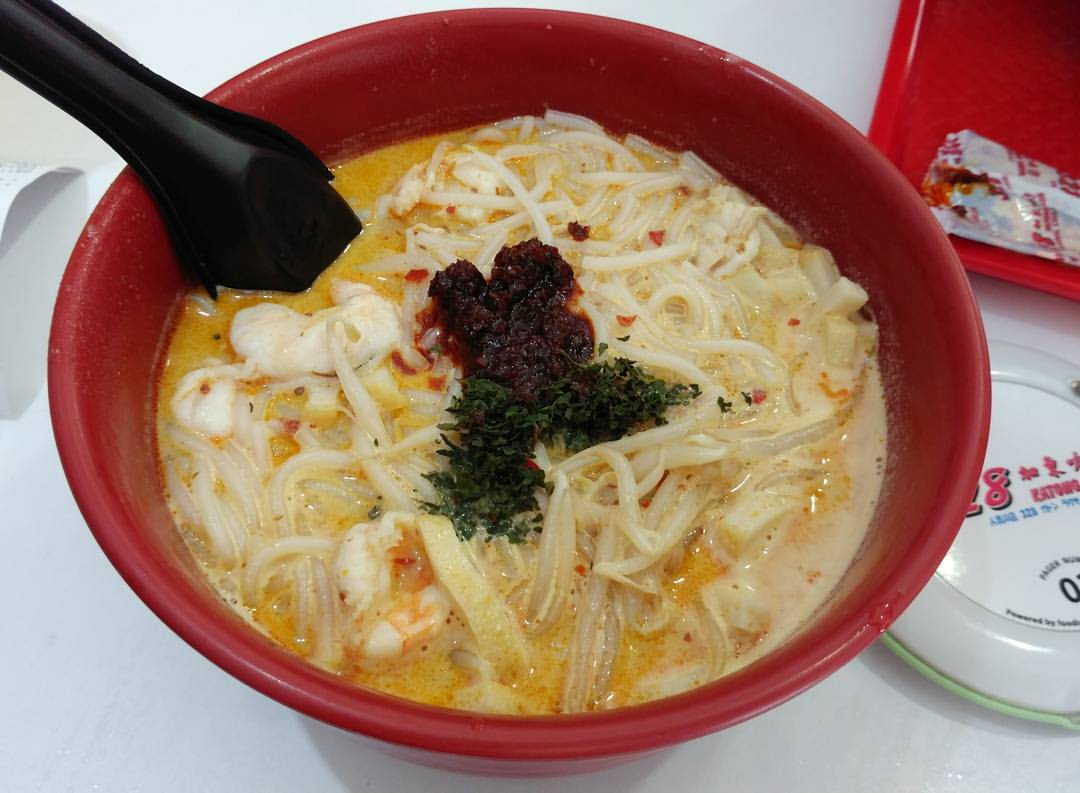
シンガポールのカトン・ラクサの例。

- カトン・ラクサ (中: 加东叻沙、馬: Laksa Katong)…カトン地区発祥のラクサであり、シンガポール・ラクサ（英: Singapore Laksa）またはラクサ・シンガプーラ (中: 新加坡叻沙、馬: Laksa Singapura) と呼称されることもある。ココナッツミルクだけではなく粉状の干しエビがスープに加えられていることからザラザラした食感が特徴的である。
- ラクサ・シグラップ（Laksa Siglap）…ラクサ・ジョホールに類似したシグラップ地区発祥のレシピだが、スパゲッティではなくラクサ・ヌードルを用いる。キュウリ、もやし、ラクサ・リーフ、一さじのサンバルが添えられる[48]。

### その他
- ラクサ・ゴレン（Laksa Goreng）…汁麺であるラクサを現代風に改良したもの。ラクサ風味のたれと共に炒められ、ミーゴレンやビーフン・ゴレンといった他の炒め麺と類似している（ゴレンとはインドネシア語・マレー語で「炒める」の意）[49]。
- ラクサ・クラブ（Laksa Kerabu）…ラクサの原材料であるトーチジンジャー、キュウリ、ミント、パイナップル、タマネギ、唐辛子などを用いて作られるサラダ料理であり、プラナカン文化発祥である[49]。

## 世界的な普及
ラクサはマレーシア、シンガポール、インドネシアで有名になるとともに世界的な知名度を手に入れたこともある。2011年7月には、ペナン風のアサム・ラクサがCNNトラベルの記事「世界の美味しい料理50選（World's 50 best foods）」において7位に取り上げられた。その後、2011年9月にCNNが主催した35000人が投票したオンライン投票では26位につけた。シンガポール風のラクサは同じく「世界の美味しい料理50選」にて44位に選ばれた。2018年には、クアラルンプールのラクサがロンリープラネットによって刊行された「食べるべき料理（Ultimate Eatlist）」にて2位に選ばれた。
インドネシアなどからラクサヌードルが手に入らない地域に移住した者は代用品としてうどんを使う例がある。
オーストラリアのダーウィンにおいてもラクサは人気であり、第1回「ダーウィン・インターナショナル・ラクサ・フェスティバル」が2019年11月に開かれている。

## マレーシア政府観光局の論争
2009年には国民食のブランディング活動の一環として、マレーシアのン・イェンイェン観光相がラクサ、海南チキンライス、バクテーといった郷土料理の「所有権を主張」するとともに、他の諸国が「料理を乗っ取った」と主張し、周辺諸国からの不満につながった。彼女は郷土料理の所有権を主張する意図について誤った引用があったと釈明し、それらの料理の起源について研究を行うとした上で「間違った主張であれば謝罪する」と発言したが、今に至るまで研究は公表されていない。